# Cissa thalassina
Cissa thalassina е вид птица от семейство Вранови (Corvidae). Видът е критично застрашен от изчезване.

## Разпространение
Видът е разпространен в Индонезия.